# Chivana
Chivana är en ort i Honduras.   Den ligger i departementet Departamento de Cortés, i den nordvästra delen av landet, 200 km norr om huvudstaden Tegucigalpa. Chivana ligger 222 meter över havet och antalet invånare är 1 018.
Terrängen runt Chivana är kuperad söderut, men norrut är den platt. Runt Chivana är det ganska tätbefolkat, med 104 invånare per kvadratkilometer. Närmaste större samhälle är Puerto Cortés, 15,2 km norr om Chivana. 